# Rama révélé
Rama révélé (titre original : Rama Revealed) est un roman de science-fiction d'Arthur C. Clarke et Gentry Lee, paru en 1993 aux États-Unis et en 1994 en France.
Il constitue le quatrième et dernier roman de la tétralogie Rama, commencée par Rendez-vous avec Rama, puis poursuivie par Rama II puis Les Jardins de Rama.
Le roman évoque la suite et la fin des aventures de Nicole Desjardins, de ses compagnons et de ses enfants à bord du gigantesque vaisseau spatial Rama. Les aventuriers s'échappent de la zone réservée aux Humains et élisent domicile au sein des zones dédiées aux Aviens et aux Octopodes. Ils vont rencontrer les uns et les autres et nouer des liens amicaux avec eux. À la fin du roman, Rama accoste pour la seconde fois au Point nodal, où l'Intelligence extraterrestre qui a créé Rama fait des révélations sur ses buts à long terme.

## Principaux personnages
- Humains
  - Nicole Desjardins
  - Richard Wakefield
  - leurs cinq enfants :
    - Simone
    - Catherine, dite « Katie »
    - Benjamin, dit « Benjy »
    - Patrick
    - Aliénor[1], dite « Allie »

  - Robert Turner : médecin, directeur de l’hôpital de Rama III, époux d'Allie
    - Nicole, dite « Nikki » : nourrisson, fille d'Allie et de Robert Turner

  - Eponine : amie d'Allie, épouse de Max Puckett
  - Max Puckett : ami de Nicole et de Richard, époux d’Eponine
    - Marius : fils d'Éponine et de Max

  - Nai Watanabe : amie de Nicole et de Richard
    - Kepler et Galilée Watanabe : ses enfants

  - Maria : fillette sauvée de la mort par Nicole Desjardins
  - Toshio Nakamura : dictateur de la zone humaine de Rama III

- Octopodes
  - Archie
  - Jamie
  - Docteur Bleu
  - Maître Optimiseur

- Aviens
  - Timmy
  - Tammy

- Autre
  - L'Aigle : robot humanoïde en forme d'aigle programmé par l’intelligence artificielle pour servir d'interface avec les espèces spatiopérégrines

## Résumé
Le récit est composé de cinq parties, de tailles différentes, structurées en chapitres.
L'intrigue de ce roman reprend immédiatement après la fin du tome précédent, Les Jardins de Rama.
- « Évasion » (12 chapitres)

- « Sous le dôme arc-en-ciel » (8 chapitres)

- « La Cité d'émeraude » (12 chapitres)

- « Guerre dans Rama » (10 chapitres)

- « Retour au point nodal » (12 chapitres)

## Autour du roman
« Éponine » et « Marius » sont deux personnages du roman Les Misérables de Victor Hugo. Le choix des prénoms par les auteurs ne relève pas du hasard puisque le roman de Hugo est cité dans Rama révélé.